# BRCA1
BRCA1 и BRCA1 — человеческий ген и кодируемый им белок. Используются следующие обозначения: BRCA1, косой шрифт для гена и BRCA1, прямой шрифт для протеина. Официальное название (breast cancer 1) поддерживается HGNC. Гомологи, Brca1 и Brca1 известны у других млекопитающих. BRCA1 является человеческим геном-супрессором опухолей; ген и протеин, из него экспрессируемые отвечают за репарацию ДНК.
BRCA1 и BRCA2 экспрессируются в тканях молочных желез и других органов, где они участвуют в устранении повреждений ДНК или в уничтожении клеток, в которых репарация ДНК невозможна. Эти белки ответственны за восстановление поврежденных хромосом с особой ролью в ремонте двуцепных разрывов (DNA double-strand breaks). Если BRCA1 или BRCA2 повреждены мутациями, блокируется процесс ремонта ДНК, что повышает риск возникновения рака молочной железы.
Способ скрининга пациентов на вероятность развития рака молочной железы в будущем из-за мутации BRCA1 и BRCA2 был запатентован компанией Myriad Genetics. Благодаря этой технологии Myriad прошла путь от стартапа, основанного в 1994 году, до крупной компании со штатом в 1200 работников и годовой прибылью $500 млн в 2012 году. Возникало много споров по поводу высокой стоимости диагностики и невозможности проводить аналогичные тесты в других лабораториях; это привело к эпохальному судебному процессу «Ассоциация молекулярной патологии против Myriad Genetics» (Association for Molecular Pathology vs. Myriad Genetics).
BRCA1 вместе с другими супрессорами опухолей, сенсорами повреждения ДНК и сигнальными протеинами образуют многокомпонентный белковый комплекс, известный как BRCA1-ассоциированный комплекс наблюдения за геномом (BRCA1-associated genome surveillance complex, BASC). Белок BRCA1 ассоциируется с РНК-полимеразой II, а также через С-концевой домен взаимодействует с гистон-деацетилазным комплексом. Таким образом, этот белок играет роль в транскрипции, репарации двухцепных разрывов в ДНК, убиквитинировании и других процессах.

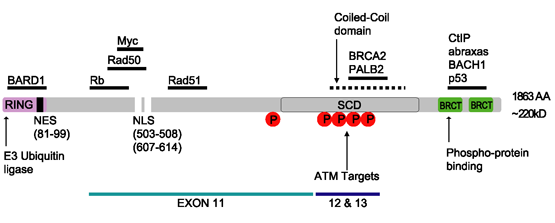
Карта доменов BRCA1; показаны домены цинковый палец — RING, сериновый домен (serine containing domain, SCD), а также BRCT. Черные горизонтальные линии показывают участки, через которые BRCA1 взаимодействует с другими белками (названия белков — над линиями). Красные круги обозначают места фосфориляции.

Энзим BRCA1 человека содержит четыре основных домена: цинковый палец Znf C3HC4, сериновый домен BRCA1 и два BRCT домена.

## Сведения о гене
Человеческий ген BRCA1 расположен на длинном плече хромосомы 17, область 2 полоса 1, от пары оснований 41,196,312 до пары оснований 41,277,500 (билд генома GRCh37/hg19). Гомологи BRCA1 были идентифицированы у большинства млекопитающих, геномы которых были секвенированы.

## Открытие
Первые доказательства существования гена, кодирующего ДНК-репарирующий энзим, приводящий к возникновению рака молочной железы, были найдены в лаборатории Мари-Клер Кинг (Mary-Claire King) в Университете Беркли в 1990 году. После четырёх лет напряженных поисков силами многих лабораторий этот ген был клонирован в 1994 году учеными из Университета Юты, Национального Института Наук о Здоровье и Окружающей Среде (National Institute of Environmental Health Sciences, NIEHS) и Myriad Genetics.

## Структура протеина
Белок BRCA1 содержит следующие домены:
- «цинковый палец» типа C3HC4 (RING finger)
- BRCA1 C-терминальный домен (BRCT)

Белок содержит также сигнальные пептиды ядерной локализации (nuclear localization signal) и ядерного экспорта (nuclear export signal).

### Домен «цинковый палец»
BRCA1 серин-кластерный домен (serine cluster domain, SCD) расположен в районе аминокислотных остатков 1280—1524. Часть домена расположена в экзонах 11-13, в которых наблюдается высокая частота мутаций. Известные сайты фосфориляции BRCA1 сконцентрированы в SCD. Фосфориляция киназами ATM/ATR происходит как in vitro и in vivo. ATM/ATR киназы активируются при повреждении ДНК . Мутации остатков серина могут повлиять на локализацию BRCA1 возле сайтов повреждения ДНК и его ДНК-репарирующую роль.

### Серин-кластерный домен
RING домен является важным элементом убиквитина E3 лигазы, которая катализирует убиквитирование протеина. Убиквитин является небольшим регуляторным протеином, регулирующим компартментализацию протеинов в клетке. BRCA1 полипептид, а именно Lys-48-связанный полиубиквитин равномерно распространены в ядре клетки в состоянии покоя. Но после начала репликации ДНК эти белки кластеризуются в составе агрегатов, также содержащих BRCA2 и BARD1. Считается, что BARD1 принимает участие в распознавании и связывании с протеинами-мишенями для убиквитинилирования. Он присоединяется к белкам и метит их для уничтожения. Убиквитирование происходит через BRCA1-объединенный белок и нарушается при хелации цинка.
RING-мотив, домен типа «цинковый палец» обычно имеет длину в 40-60 аминокислот и содержит восемь консервативных металл-связывающих аминокислотных остатков, два квартета цистеинов или гистидинов, координирующих два атома цинка. Этот мотив содержит короткий антипараллельный бета-лист, два цинк-связывающих сайта и центральную альфа-спираль. RING-домен взаимодействует с ассоциированными протеинами, в том числе с BARD1, который также имеет мотив RING, образуя гетеродимер. BRCA1 RING мотив по обе стороны окружен альфа-спиралями образованными аминокслотами номер 8-22 и 81-96 полипептида BRCA1. Он взаимодействует с гомологичным участком BARD1, образованным другим RING, окруженным двумя альфа спиралями (аминокислотные остатки номер 36-48 и 101—116). Эти четыре спирали объединяются, образуя гетеродимеризационный интерфейс, и стабилизируют BRCA1-BARD1 гетеродимер. Дополнительная стабилизация достигается взаимодействием между смежными аминокислотными остатками в обрамляющих участках и гидрофобными взаимодействиями. BARD1/BRCA1 взаимодействия нарушаются канцерогенными мутационными заменами аминокислот в BRCA1, что предполагает, что образование стабильного комплекса между этими белками является важным аспектом функционирования BRCA1 как супрессора опухолей.